# 2 Girls 1 Cup
2 Girls 1 Cup é o apelido não oficial do trailer de Hungry Bitches, um filme pornográfico coprofílico brasileiro de 2007, produzido pela MFX Media. O trailer mostra duas mulheres defecando em um copo, revezando-se no que parece ser consumir o excremento e vomitando na boca uma da outra. "Lovers Theme" do cantor francês Hervé Roy toca durante todo o vídeo.
O vídeo tornou-se um dos vídeos chocantes mais conhecidos por si só e pelas reações que seu conteúdo provocou em espectadores que não o tinham visto antes. Por volta de meados de outubro de 2007, os sites de partilha de vídeos, incluindo o YouTube, foram inundados com vídeos das reações dos espectadores que os viam pela primeira vez.

## Produção
Os espectadores frequentemente especulam que as fezes aparentes são na verdade substâncias alimentares, como feijão frito, sorvete ou manteiga de amendoim. Alguns especulam que o vômito é real, mas foi regurgitado antes de chegar ao estômago e não contém nenhum ácido gástrico. No vídeo, a maior parte do vômito não entra na boca. O pornógrafo Marco Antônio Fiorito argumentou, sem sucesso, em um processo criminal, que os excrementos eram, na verdade, sorvete de chocolate.

## Contexto
O vídeo foi originado por um distribuidor e pornógrafo brasileiro, Marco Antônio Fiorito (São Paulo, 1 de julho de 1971), que se descreve como um "fetichista compulsivo". Fiorito começou a se interessar pela produção de filmes em 1994. Em 1996, com sua esposa, Joelma Brito, usando seu nome artístico Letícia Miller, iniciou um negócio de filmes fetich e logo passou para a coprofagia. O filme foi produzido pela MFX Video, uma das várias empresas de propriedade de Fiorito.
Autoridades nos Estados Unidos classificaram alguns dos filmes de Fiorito como obscenos e entraram com acusações contra Danilo Croce, um advogado brasileiro que mora na Flórida, listado como executivo de uma empresa que distribui os filmes de Fiorito nos Estados Unidos. Fiorito explicou que se soubesse que vender seus filmes nos EUA era ilegal, ele teria parado. Em sua declaração, ele afirmou: "Eu teria parado porque o dinheiro não é a principal razão pela qual eu faço esses filmes". Ele então acrescentou: "Eu já fiz filmes de fetiche com fezes/scat usando chocolate em vez de fezes. Muitos atores fazem filmes de scat, mas eles não concordam em comer fezes".
Os primeiros segundos do vídeo 2 Girls 1 Cup contêm o texto "MFX 1209" (o código de produção para Hungry Bitches) e o URL mfxvideo.com, o site do MFX Video de Fiorito, levando alguns na mídia a acreditar incorretamente que o vídeo é um dos muitos que Croce teve que entregar ao Departamento de Justiça, mas que de alguma forma vazou no processo.

## Vídeos de reação
A popularidade de 2 Girls 1 Cup foi auxiliada por uma série de vídeos de reação; ou seja, vídeos que mostram pessoas reagindo ao assisti-lo. Existem muitos vídeos no YouTube de usuários mostrando o vídeo original (fora da câmera) para seus amigos e filmando suas reações, embora alguns possam ser encenados. Até mesmo Joe Rogan, apresentador do Fear Factor, um programa famoso pelas coisas nojentas que seus participantes são desafiados a comer, teve que virar o rosto em um vídeo de reação postado em seu blog. Um vídeo de reação estrelado por um boneco do Sapo Caco provou ser muito popular no site comunitário Digg.
Em janeiro de 2008, a revista Slate documentou o fenômeno do vídeo de reação com uma apresentação de slides apresentando várias reações. O veterano astro pornô Ron Jeremy saiu andando enquanto assistia ao vídeo no The Playhouse. No mesmo programa, o cantor Wyclef Jean ficou sentado durante todo o programa sem desviar o olhar ou demonstrar qualquer reação aparente, enquanto comia espiga de milho. Ace Frehley, ex- Kiss, viu o vídeo no The Opie and Anthony Show em julho de 2009 e não se abalou, declarando: "Coisas mais loucas do que isso já aconteceram na estrada."

## Impacto
Um curta-metragem do guitarrista John Mayer foi feito e carregado em seu blog, também intitulado 2 Guys 1 Cup, onde Mayer e o correspondente da Best Week Ever, Sherrod Small, desfrutam de iogurte congelado Pinkberry da mesma maneira que as mulheres do original consumiram as fezes. O comediante Conan O'Brien criou uma paródia chamada One Guy, Two Bowls, estrelada por Andy Richter, que mostra Andy comendo duas tigelas de sopa. Este vídeo foi criado para o site de comédia de O'Brien, Conan. XXX.  Os cineastas Justin Roiland e Christian Le Guilloux fizeram uma série de cinco minutos chamada 2 Girls, 1 Cup: The Show para o site de competição de curtas-metragens Channel 101. Estreou em primeiro lugar em 27 de janeiro de 2008. O comediante canadense Jon Lajoie também fez uma música chamada "2 Girls 1 Cup song", que descrevia as atividades no vídeo como se as duas mulheres estivessem expressando seu amor uma pela outra. O videoclipe ganhou mais de 15 milhões de visualizações no YouTube.
Em 2013, a empresa alemã Media Markt comercializou uma máquina de cupcakes chamada "2 Girls 1 Cup-Cake Maker". O slogan do produto era que ele fazia cupcakes "Tão bons que é impossível filmar".
O primeiro episódio do programa de comédia Inside Amy Schumer tem uma paródia em que Amy Schumer faz um teste para um papel no filme.

## Reconhecimento da mídia
Na mídia, o vídeo foi usado como um exemplo da baixa qualidade do conteúdo do YouTube e de sites semelhantes de compartilhamento de vídeos, e de sua tendência a conteúdo deliberadamente chocante. A revista Esquire mostrou o vídeo ao ator George Clooney durante uma entrevista, o que o levou a compará-lo a um rodeio, dizendo que o objetivo do vídeo era ver "quanto tempo você consegue durar". Em um episódio de Tosh.0, todo o público é filmado reagindo a este vídeo. O apresentador Daniel Tosh chamou-o de o maior vídeo de reação do mundo em termos de número de pessoas filmadas. O elenco de Avenue Q, respondendo à versão dos Muppets de "Bohemian Rhapsody", fez um vídeo de " We Will Rock You "/" We Are the Champions " (conhecido como "We Will Rock Q"), terminando com Nicky navegando na internet, encontrando 2 Girls 1 Cup (indicado pela trilha sonora) e vomitando enquanto a tela escurece.
A The Coca-Cola Company fez referência ao vídeo em uma campanha promocional de 2010 da Dr Pepper no Facebook. A promoção, que era aberta a menores, permitia que os usuários do Facebook deixassem o Dr Pepper publicar atualizações de status embaraçosas em seus perfis em troca da chance de ganhar mil dólares. Uma das possíveis atualizações de status era "Eu assisti 2 Girls 1 Cup e depois senti fome". Jim Edwards, da BNET, disse que a Coca-Cola tem total responsabilidade por permitir que a situação ocorresse, argumentando que a empresa selecionou uma agência de publicidade que anunciava abertamente campanhas publicitárias "profanas" e que o executivo da Coca-Cola que aprovou a frase que faz referência a 2 Girls 1 Cup não fez uma pesquisa sobre o que o nome significava. A Coca-Cola Company encerrou posteriormente o seu relacionamento com a agência de marketing digital responsável pela campanha.